# Bothrops pubescens
La yara (Bothrops pubescens) también denominada comúnmente yarará, yarará uruguaya o yarará oriental en Uruguay; y jararaca-pintada o jararaca-do-pampa en Brasil, es una especie de serpiente venenosa del género Bothrops, de la subfamilia de las víboras de foseta. Habita en serranías del centro-este de Sudamérica.
En Uruguay es una de las dos serpientes venenosas que causan más accidentes ofídicos.

## Taxonomía
Esta especie fue descrita originalmente en el año 1870 por el  herpetólogo estadounidense Edward Drinker Cope, bajo el nombre científico de Trigonocephalus (Bothrops) pubescens.
Localidad tipo
La localidad tipo es: Pozo Hondo, Tambores, Departamento de Tacuarembó, Uruguay.
Historia taxonómica
Durante el siglo XX fue incluida en el género Bothrops pero en 2009 fue trasladada a Bothropoides. Finalmente, en el año 2012, luego de una revisión de la morfología, filogenia y taxonomía de las serpientes bothropoides sudamericanas, las especies de ese género fueron nuevamente reincorporadas a Bothrops.

## Distribución y hábitat
Se distribuye en el sur del Brasil, en los estados de Santa Catarina y Río Grande del Sur, y en el este del Uruguay, en las Cuchillas de Haedo y Cuchilla Grande, así como también en mares de piedra, como el de la Sierras de Mahoma. Cuenta con registros en los departamentos de: Artigas, Canelones, Cerro Largo, Lavalleja, Maldonado, Rivera, Rocha, San José, Tacuarembó y Treinta y Tres.
Se la encuentra en zonas pedregosas o serranas, húmedas. También busca refugio en pilas de madera o troncos secos, y allí, a causa de su coloración críptica, suelen producirse muchos de los accidentes ofídicos que esta especie causa.

## Descripción
Color de fondo castaño grisáceo, más o menos oscuro, según el ejemplar. Presenta, a cada lado del cuerpo un diseño dorsolateral consistente en manchas castaño oscuras en forma de trapecio, con la base menor hacia el dorso y los bordes oblicuos delineados en un tono blanquecino difuso. Por debajo de la base del polígono, frente a sus ángulos, hay dos manchas secundarias, pardas y ovaladas. Estos dibujos pueden alternarse o enfrentarse con los de la serie del flanco opuesto. En muchos ejemplares se advierte una zona lateroventral de color salmón claro. El diseño cefálico se compone de manchas gruesas, irregulares, castaño oscuras, sobre fondo más claro, rodeadas de un halo blanquecino en algunos ejemplares y dispuestas en forma más o menos simétrica. En el vientre, claro, presenta pequeñas manchas oscuras, difusas, que se agrupan en la base de cada escama. Hasta el año de edad, el extremo de la cola es blanquecino. Esta especie normalmente no supera el metro de longitud. En Uruguay suele confundirse con la llamada crucera (Bothrops alternatus), ya que presentan un diseño similar y son las únicas 2 especies del género Bothrops presentes en dicho país; pero vale recordar que son dos especies diferentes.